# Kunje
Kunje és una comuna del municipi de Kuito, a la província de Bié, a Angola. és coneguda per ser el lloc de naixement del president d'UNITA Isaías Samakuva. Com a conseqüència de la Guerra Civil angolesa també hi ha un nombre considerable de mines terrestres sense explotar.